# Birac-sur-Trec
Birac-sur-Trec ist eine französische Gemeinde mit 831 Einwohnern (Stand: 1. Januar 2022) im Département Lot-et-Garonne in der Region Nouvelle-Aquitaine. Sie gehört zum Arrondissement Marmande und zum Kanton Marmande-2. Ihre Einwohner werden Biracais genannt.

## Geografie
Die Gemeinde Birac-sur-Trec liegt etwa acht Kilometer ostsüdöstlich von Marmande am Fluss Trec de la Greffière. Die südwestliche Gemeindegrenze verläuft entlang dessen Nebenfluss Canaule. Umgeben wird Birac-sur-Trec von den Nachbargemeinden Virazeil im Nordwesten und Norden, Puymiclan im Norden, Puymiclan im Nordosten und Osten, Gontaud-de-Nogaret im Osten und Südosten, Longueville im Südwesten sowie Saint-Pardoux-du-Breuil im Südwesten und Westen. 

## Bevölkerungsentwicklung
| Jahr                       | 1962 | 1968 | 1975 | 1982 | 1990 | 1999 | 2006 | 2017 |
| Einwohner                  | 597  | 617  | 590  | 628  | 636  | 672  | 761  | 843  |
| Quellen: Cassini und INSEE |      |      |      |      |      |      |      |      |

## Sehenswürdigkeiten
- Kirche Saint-Georges aus dem 16. Jahrhundert
- Kirche Saint-Gratien in Rebec
- Burgruine Birac, ursprünglich aus dem 13. Jahrhundert, im 16. Jahrhundert umgebaut, seit 1993 Monument historique
- Schloss Le Minors

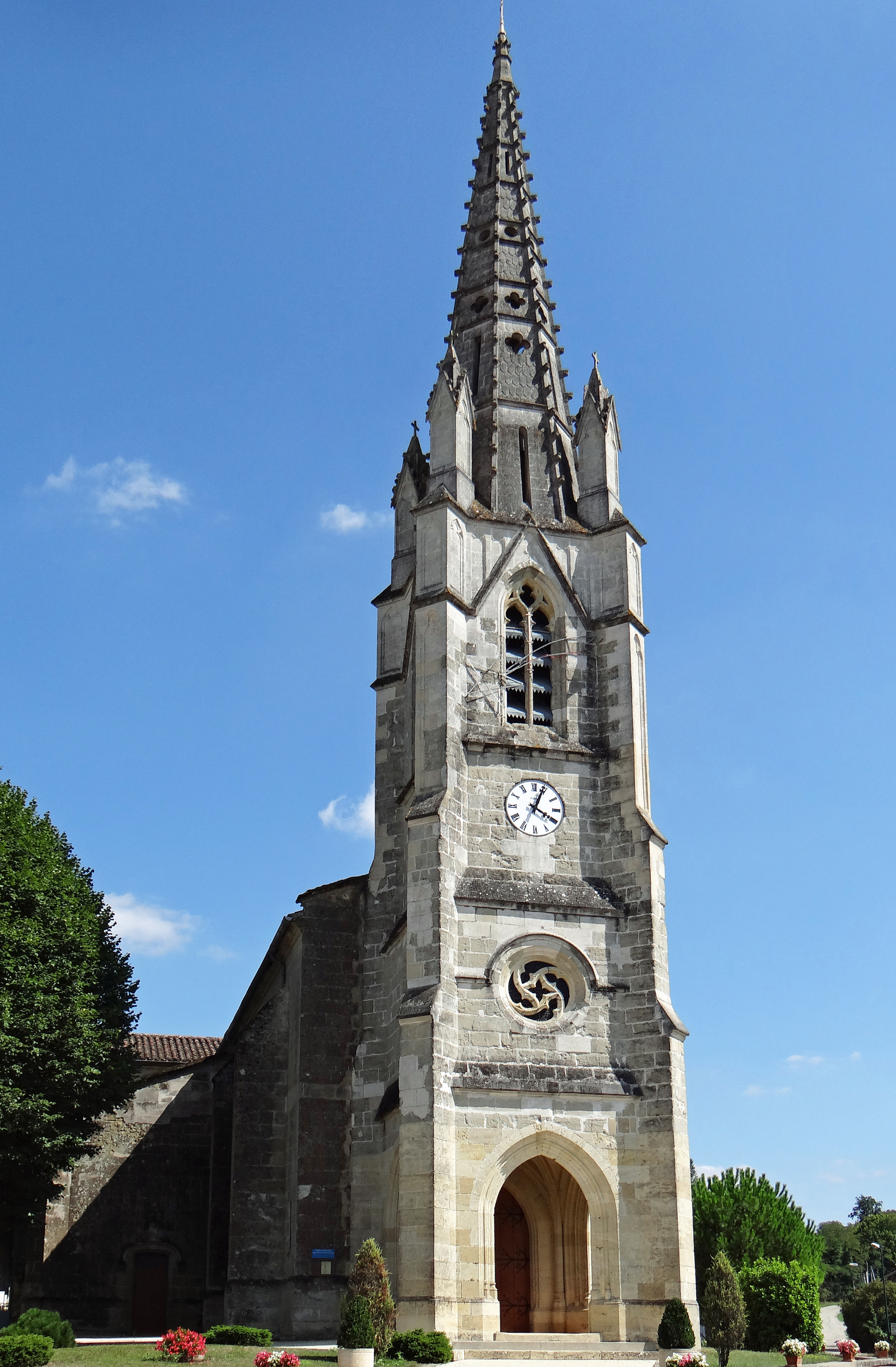
Kirche Saint-Georges
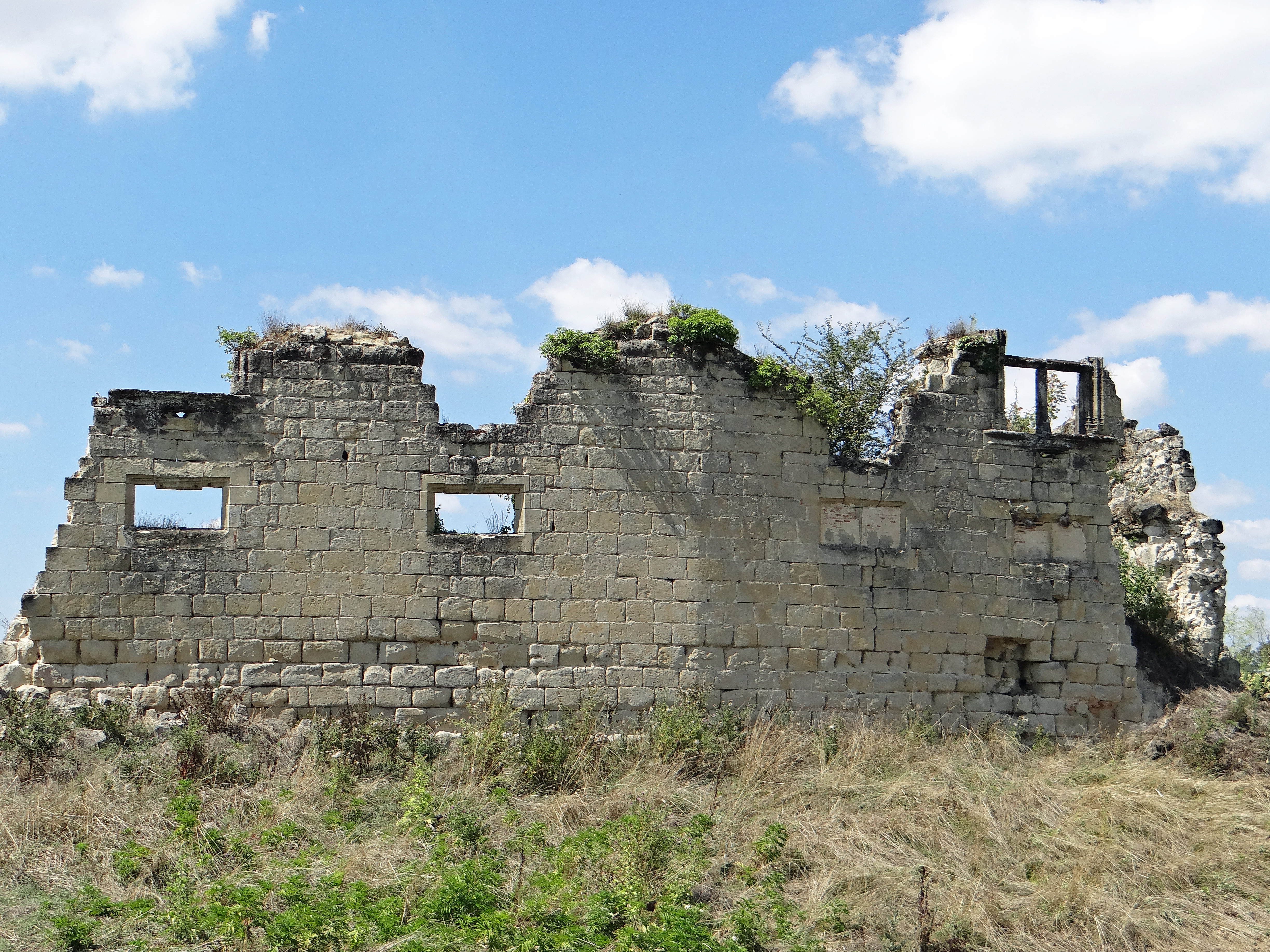
Burgruine Birac
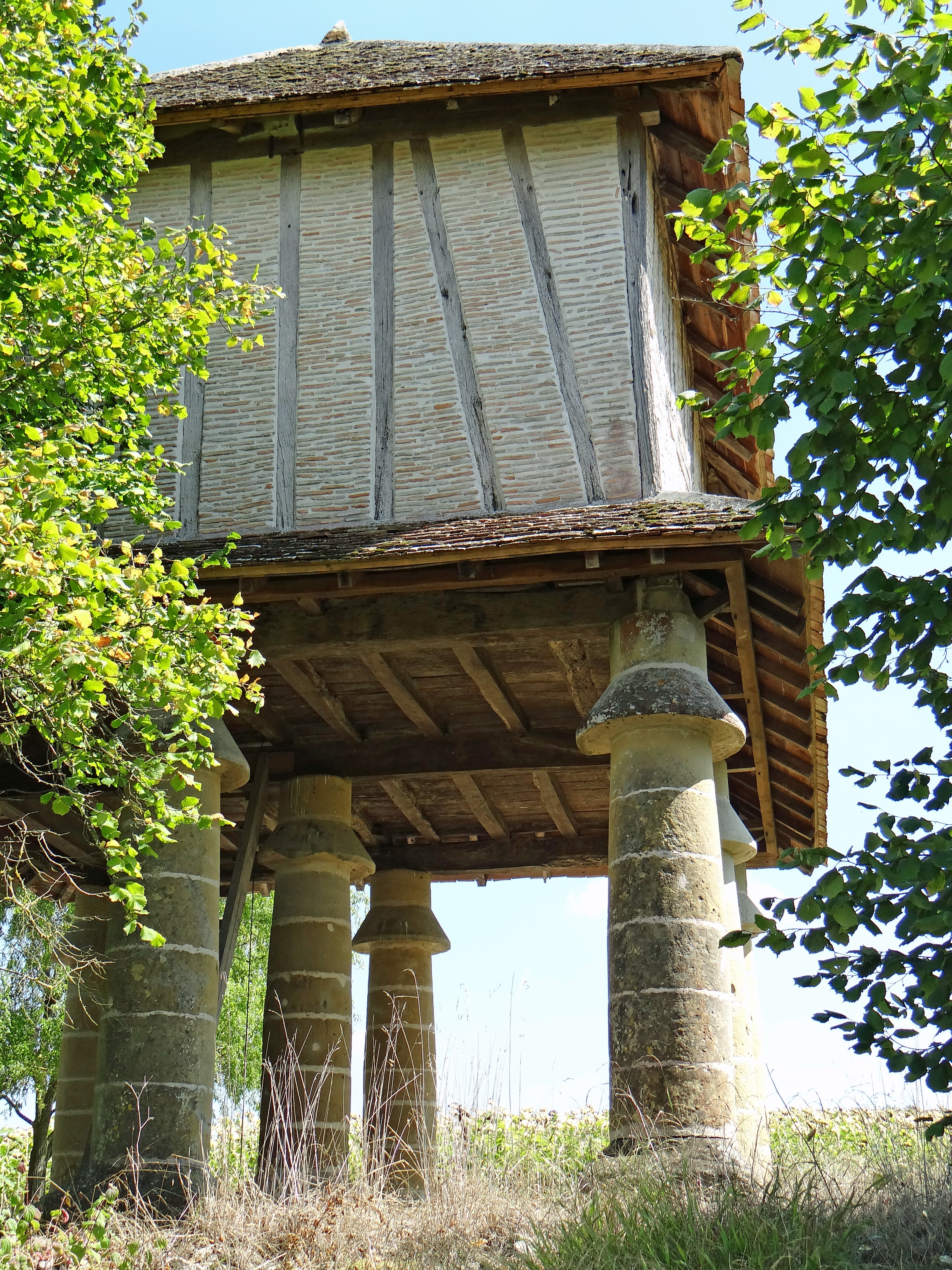
Taubenturm
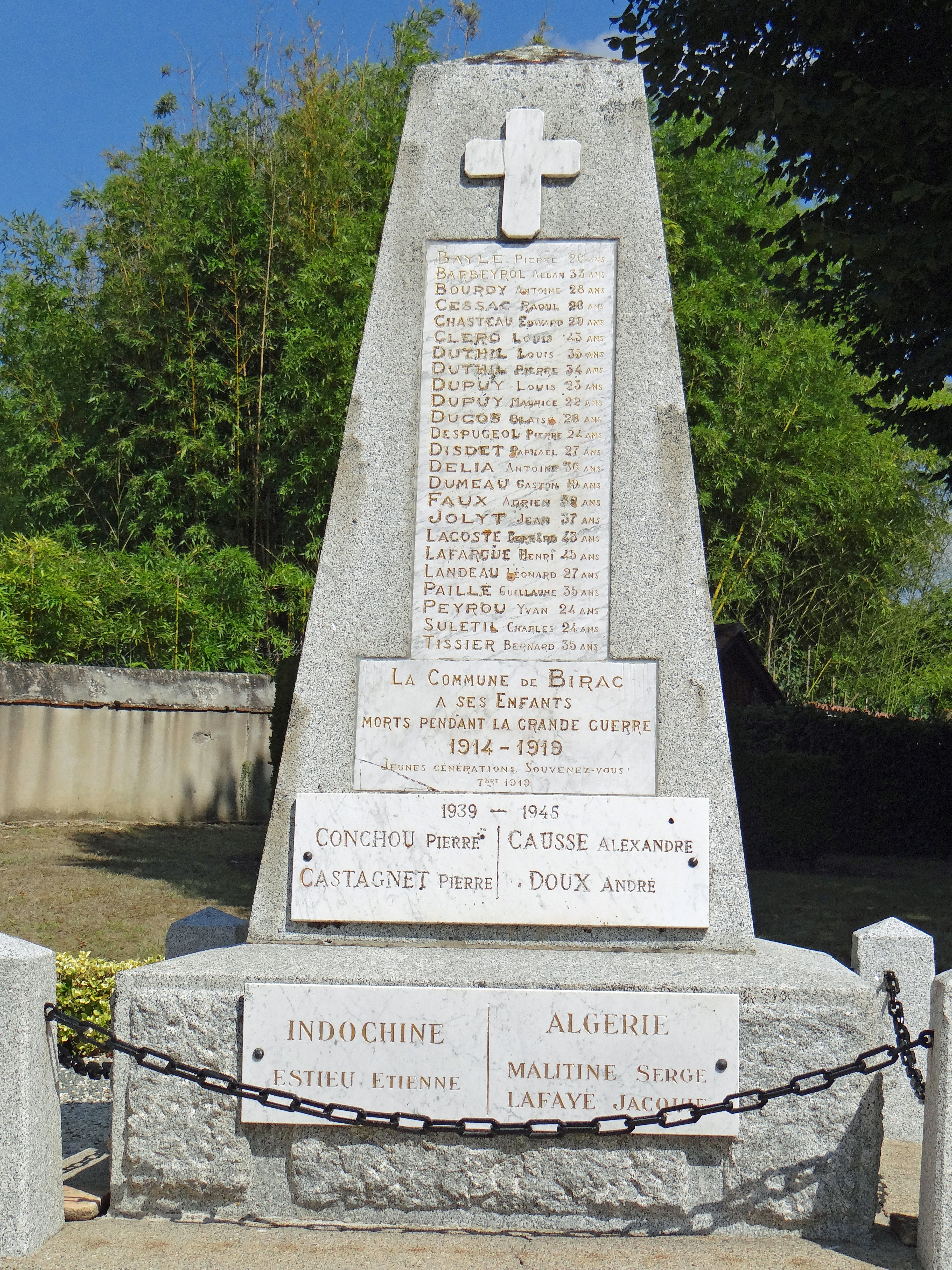
Gefallenendenkmal